# Месје 10
Месје 10 (М10) је збијено звездано јато у сазвежђу Змијоноша које се налази у Месјеовом каталогу објеката дубоког неба.
Деклинација објекта је - 4° 5' 56" а ректасцензија 16h 57m 8,9s. Привидна величина (магнитуда) објекта М10 износи 6,6. М10 је још познат и под ознакама NGC 6254, GCL 49.